# 川本敏雄
川本 敏雄（かわもと としお、1950年9月10日 - ）は、日本の実業家。マイカル元社長、イオン元常務である。

## 経歴・人物
1950年9月10日生まれ。1975年3月、山口大学経済学部卒業。同年4月、ジャスコ株式会社（現イオン株式会社）入社。1991年7月、近畿四国事業本部京都南店長に就任。1995年4月、近畿四国事業本部日根野店長。1999年3月、マックスバリュ事業本部マックスバリュ第4事業部長。2002年2月、西日本カンパニー奈良伊賀事業部長。2003年5月、中部カンパニー支社長。2004年5月、同社執行役に就任。2005年5月、同社常務執行役就任。2006年3月、同社顧問。同年5月の株主総会後に社長就任。ダイエー元常務。2017年5月22日、ダイエー監査役を退任。

## 業績・研究等
『川本敏雄 マイカル社長インタビュー--再生への反転に向け自己否定で脱皮する』という記事が雑誌「販売革新」第45巻6号（通巻552号、商業界刊）に掲載されている（「時事企画 話題の新店続々登場」2007年6月）。